# FSV Zwickau
Der FSV Zwickau (ausgeschrieben: Fußball-Sport-Verein Zwickau e. V.) ist ein Fußballverein in der westsächsischen Stadt Zwickau. Er wurde am 28. August 1912 gegründet. Die erste Herrenmannschaft spielt in der viertklassigen Regionalliga Nordost.

## Strukturelle Entwicklung
Die Wurzeln des FSV liegen im Zwickauer Stadtteil Planitz. Dort spielte vor dem Zweiten Weltkrieg der Planitzer SC, der von 1933 bis 1944 in der Gauliga Sachsen vertreten war. Nach Kriegsende wurden durch Beschluss des Alliierten Kontrollrates alle Sportvereine aufgelöst. Zur Weiterführung des Sportverkehrs wurden lose organisierte Sportgemeinschaften (SG) erlaubt, die anfangs nur auf lokaler Ebene Wettkämpfe austragen durften. Planitzer Sportler gründeten am 15. März 1946 die SG Planitz, die sich in der Folge zunächst im Kreis Zwickau, ab 1947 im Land Sachsen an den Fußballmeisterschaften beteiligte.
Um den Sportgemeinschaften in der SBZ eine gesicherte Finanzierung und Logistik zu gewährleisten, wurde der Sportbetrieb ab 1948 über Betriebssportgemeinschaften (BSG) organisiert. Dies nutzten mehrere Zwickauer Sportgemeinschaften, um mit Hilfe des Fahrzeugwerks Horch und unter Hinzuziehung von Fußballspielern der SG Planitz am 15. März 1949 die Zentrale Sportgemeinschaft (ZSG) Horch Zwickau zu gründen. Nachdem im Mai 1950 in der inzwischen gegründeten DDR die republikweit agierende Sportvereinigung Motor für den Bereich Maschinen- und Fahrzeugbau ins Leben gerufen worden war, wurde am 14. Mai 1950 die ZSG in die BSG Motor Zwickau umgewandelt.
1968 wurde die BSG Motor zum Vorreiter der betriebsbezogenen Namensänderungen bei Betriebssportgemeinschaften. Als erste BSG in den höheren Fußball-Ligen legten die Zwickauer den Namen der Sportvereinigung ab und verwiesen ab 1. Februar 1968 mit der neuen Bezeichnung BSG Sachsenring deutlich auf ihren Trägerbetrieb VEB Sachsenring Automobilwerke (vormals Horch) hin. Am 31. März 1969 schloss sich die BSG Aktivist Karl Marx Zwickau der BSG Sachsenring an. Die in der zweitklassigen DDR-Liga spielende Fußballmannschaft trat künftig als BSG Sachsenring II an. Nach der politischen Wende von 1989/90 wurde das Verbot der Bildung von Vereinen hinfällig und die politische Beeinflussung des Sports durch die DDR-Regierung beendet. Beides nahmen Mitglieder der Sektion Fußball der BSG Sachsenring zum Anlass, am 31. Januar 1990 die Ausgliederung und Gründung des eingetragenen Vereins Fußball-Sport-Verein (FSV) Zwickau zu beschließen.
Ende Januar 2020 wurde auf einer Mitgliederversammlung über die Ausgliederung der Profimannschaft in eine Kommanditgesellschaft abgestimmt. Dabei stimmten 87,8 % der 378 anwesenden Mitglieder dem Vorhaben zu.
| Zeitleiste      |                           |
| 27. April 1912  | Planitzer SC              |
| 15. März 1946   | SG Planitz                |
| 15. März 1949   | ZSG Horch Zwickau         |
| 14. Mai 1950    | BSG Motor Zwickau         |
| 1. Februar 1968 | BSG Sachsenring Zwickau   |
| 1. Januar 1990  | FSV Zwickau (lt. Satzung) |

Historische Logos:

Planitzer SC (1912–1945)[6]
Horch Zwickau (1949–1950)
Motor Zwickau (1950–1968)
Sachsenring Zwickau (1968–1990)
FSV Zwickau (1990–heute)

## Entwicklung im Fußball

### Betriebssportgemeinschaft
1948 hatte sich die SG Planitz für die Teilnahme an der 1. Fußball-Ostzonenmeisterschaft qualifiziert und besiegte im Endspiel die SG Freiimfelde Halle durch ein Tor von Horst Weiß mit 1:0. Als Vierter in der Finalrunde Sachsen 1949 verpasste die neu gebildete ZSG Horch Zwickau die Teilnahme an der Ostzonenmeisterschaft 1949, erreichte aber in den Qualifikationsspielen der Halbfinalverlierer im FDGB-Pokal gegen die SG Zeiss Jena (1:1 n. V., 2:2 n. V., 3:0) die Teilnahme an der Ostzonenliga (später DDR-Oberliga), die 1949/50 in ihre erste Saison ging. Dort wurde die ZSG mit 20 Siegen, einem Unentschieden und fünf Niederlagen erster Fußballmeister der DDR. Die Stammelf setzte sich aus folgenden Spielern zusammen:
Max Hofsommer (16 Spiele/Tore -) – Egon Jugel (19/-), Helmut Schubert (18/-) – Manfred Fuchs (22/-), Gottfried Lenk (21/14), Herbert Heinze (26/11) – Lothar Kunack (24/6), Siegfried Meier (26/6), Heinz Satrapa (23/20), Karl Dittes (16/3), Johannes Breitenstein (21/1)
Bis 1983 spielten die Zwickauer ohne Unterbrechung in der DDR-Oberliga. Als BSG Motor wurden sie 1963 und 1967 DDR-Pokalsieger, 1975 holten sie als BSG Sachsenring ihren dritten Pokalerfolg. Im Europapokal der Pokalsieger 1975/76 errang die BSG Sachsenring ihren größten internationalen Erfolg. Nach der Eliminierung von Panathinaikos Athen (0:0, 2:0), AC Florenz (0:1, 1:0/5:4 E) und Celtic Glasgow (1:1, 1:0) erreichten die Zwickauer das Halbfinale und unterlagen erst dort dem späteren Pokalsieger RSC Anderlecht mit 0:3 und 0:2. Nach Gründung der Sport- bzw. Fußballclubs war Zwickau mehrfach bei Abschluss der Saison die bestplatzierte BSG in der Oberliga. 1983 musste Sachsenring Zwickau erstmals aus der Oberliga absteigen. Die Folgejahre waren von mehreren Auf- und Abstiegen zwischen DDR-Liga und Oberliga geprägt. Die letzte Saison im DDR-Fußball-Spielbetrieb beendete die BSG Sachsenring 1989/90 auf Platz vier in der DDR-Liga.

Gewinn des FDGB-Pokals am 14. Juni 1975
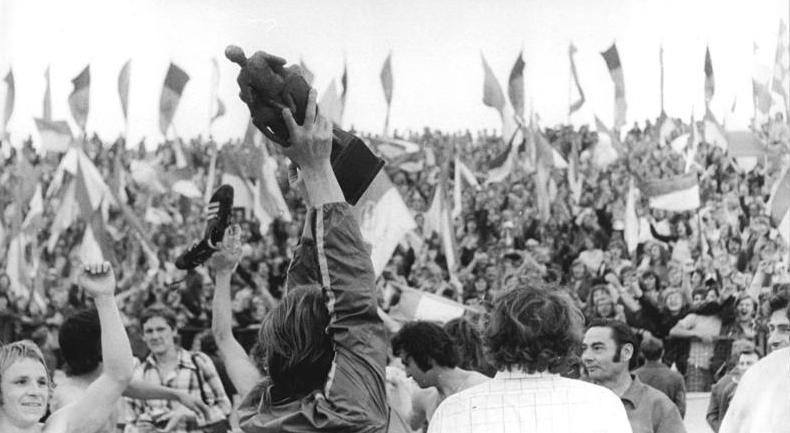
Spieler der Sachsenringelf mit Trophäe vor jubelndem Anhang
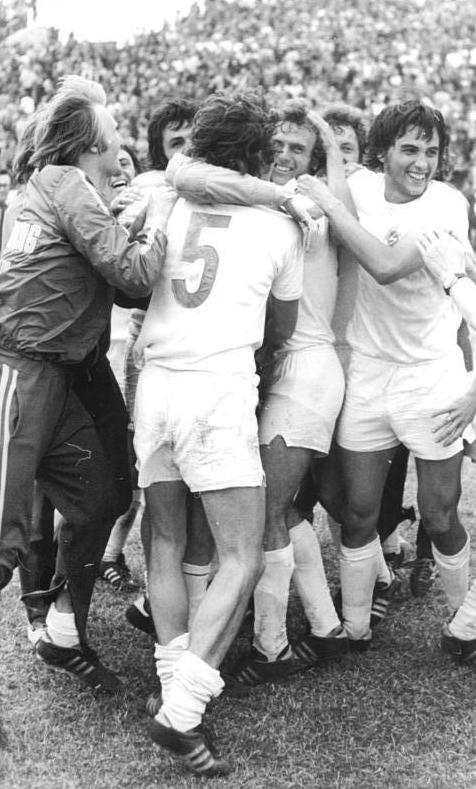
Die ausgelassene Siegermannschaft
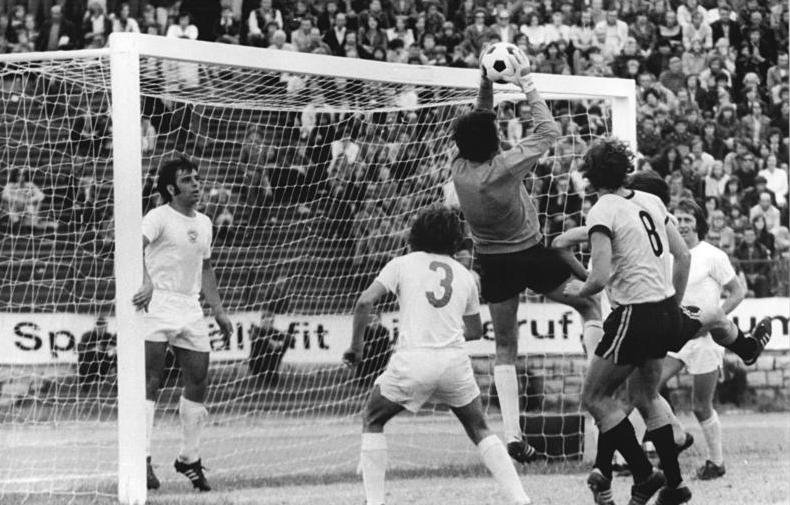
Der dreimalige Fußballer des Jahres und Klassetorwart Jürgen Croy

### Fußball-Sport-Verein Zwickau e. V.
Der neue Verein FSV Zwickau spielte 1990/91 in der zweitklassigen Liga des Nordostdeutschen Fußballverbandes weiter. Als Sieger der Staffel B qualifizierten sich die Zwickauer für die Aufstiegsrunde zur 2. Bundesliga, wurden aber nur Dritter und mussten 1991/92 in der Fußball-Oberliga Nordost, der damals 3. Spielklasse im DFB-Ligensystem, antreten.
Von der Saison 1994/95 bis 1997/98 spielte der FSV Zwickau in der Zweiten Bundesliga. Während der vier Serien im Profifußball wurde 1995/96 sogar der Aufstieg in die 1. Liga knapp verpasst. Im Jahre 1998 stieg die Mannschaft wieder in das Amateurlager ab. Vorausgegangen war Ende 1996 die Entlassung des Erfolgstrainers Gerd Schädlich. In der Mitte der ersten Halbserie 1999/2000 spitzte sich die finanzielle Lage des FSV zu, welche in der Zahlungsunfähigkeit des Vereins gipfelte. Das Insolvenzverfahren wurde nach längerer Zeit erfolgreich abgeschlossen. Seitdem hießen die Ziele beim FSV Zwickau Konsolidierung der Finanzen und sportlicher Neuanfang. 2005 stieg der Verein aus der Südstaffel der Oberliga Nordost (damals vierte Liga in Deutschland) in die Landesliga Sachsen ab, der direkte Wiederaufstieg gelang. Ab der Saison 2006/07 spielte der FSV Zwickau wieder in der NOFV-Oberliga Süd (fünfte Liga nach Gründung der 3. Liga in Deutschland). Nach nur einem Punkt aus vier Spielen wurde Trainer Heinz Dietzsch im September 2007 entlassen und von Peter Keller abgelöst.
Nachdem bekannt wurde, dass der Verein Schulden in Höhe von ca. 700.000 € hat, musste der Verein am 8. März 2010 erneut Insolvenz anmelden. Nach erfolgreichem Abschluss des zweiten Insolvenzverfahrens 2010 spielte der FSV Zwickau weiter in der fünften Liga und stand 2012 bereits Wochen vor Saisonschluss als Aufsteiger in die Regionalliga Nordost fest. Dort beendete der Verein die Saison 2012/13 als Tabellendritter hinter RB Leipzig und dem FC Carl Zeiss Jena. In der Spielzeit 2014/15 verspielte der FSV Zwickau in einem Kopf-an-Kopf-Rennen mit dem 1. FC Magdeburg erst am vorletzten Spieltag die Meisterschaft der Regionalliga Nordost und damit die Relegation um den Aufstieg in die 3. Liga.
Ein Jahr später erreichte der Fußball-Sport-Verein Zwickau e. V. die Aufstiegsspiele: In der Saison 2015/16 belegten die Sachsen aufgrund des besseren Torverhältnisses den ersten Platz vor dem punktgleichen Berliner AK. In den Spielen um den Aufstieg in die 3. Liga traf das Team von Trainer Torsten Ziegner auf die SV Elversberg. Das Hinspiel im Saarland endete 1:1. Das Rückspiel im Plauener Vogtlandstadion ging mit 1:0 für den FSV aus, wodurch dieser in der Saison 2016/17 zum ersten Mal in die 3. Liga aufstieg. Nach einer schwachen ersten Halbserie und finanziellen Problemen, die eine Nachlizenzierung erforderlich machten, beantragte der FSV Zwickau keine Lizenz für die 2. Bundesliga. Nach 38 Spieltagen entwickelte sich der FSV Zwickau jedoch zum zweitbesten Rückrundenverein, punktgleich hinter Holstein Kiel, und beendete die Saison auf Tabellenrang 5.
Die zweite Mannschaft des Vereins beendete die Saison 2010/11 in der Bezirksklasse als Erster und stieg in die Bezirksliga auf. In der Spielzeit 2011/12 beendete die zweite Mannschaft die Saison auf Platz 1 und spielte ab 2012/13 in der Landesliga Sachsen. Nach der Saison 2015/16 wurde die zweite Mannschaft aufgelöst.
Im Frühjahr 2023 stieg der Verein aus der 3. Liga ab, nachdem er seit der Spielzeit 2016/17 ununterbrochen in dieser vertreten gewesen war. Nur der Hallesche FC war noch länger Teil der Liga. Infolgedessen geriet der FSV in wirtschaftliche Schieflage, jedoch wurde ein Investoreneinstieg abgelehnt und sich stattdessen für ein Crowdfunding unter dem Motto Fußball gehört den Fans zur Rettung des Vereins entschieden. Um eine Finanzlücke von rund 500.000 Euro schließen zu können und die Löschung aus dem Vereinsregister zu verhindern, vereinbarte beispielsweise Dynamo Dresden die Austragung eines Freundschaftsspiels, für das die Zuschauer Tickets kaufen können. Rot-Weiss Essen, wie die Dresdner noch in der abgelaufenen Saison zweimaliger Gegner Zwickaus, sicherte finanzielle Hilfe zu und rief auch sein Vereinsumfeld auf, sich dem FSV finanziell zuzuwenden.

## Erfolge
Meisterschaften und Pokalwettbewerbe
| 1948 | Ostzonenmeister           | SG Planitz      |
| 1950 | DDR-Meister               | BSG Motor       |
| 1963 | FDGB-Pokalsieger          | BSG Motor       |
| 1967 | FDGB-Pokalsieger          | BSG Motor       |
| 1975 | FDGB-Pokalsieger          | BSG Sachsenring |
| 1976 | Halbfinale EC-Pokalsieger | BSG Sachsenring |

- Finalist FDGB-Pokal 1954
- Finalist Sachsenpokal 2001, 2002, 2015, 2016, 2019

Aufstiege
| 1985 | Oberliga      | BSG Sachsenring Zwickau |
| 1988 | Oberliga      | BSG Sachsenring Zwickau |
| 1994 | 2. Bundesliga | FSV Zwickau             |
| 2006 | NOFV-Oberliga | FSV Zwickau             |
| 2012 | Regionalliga  | FSV Zwickau             |
| 2016 | 3. Liga       | FSV Zwickau             |

## Internationale Begegnungen

### Europäische Pokalwettbewerbe
Zwickau spielte dreimal im Europapokal der Pokalsieger, darunter einmal bis in das Halbfinale 1975/76, und einmal im International Football Cup
Europapokal der Pokalsieger 1963/64
- Motor Zwickau – MTK Budapest 1:0 / 0:2

Europapokal der Pokalsieger 1967/68
- Sachsenring Zwickau – Torpedo Moskau 0:0 / 0:1

Europapokal der Pokalsieger 1975/76
- Panathinaikos Athen – Sachsenring Zwickau 0:0 / 0:2, 1. Runde
- AC Florenz – Sachsenring Zwickau 1:0 / 0:1, 4:5 n. E., 2. Runde
- Celtic Glasgow – Sachsenring Zwickau 1:1 / 0:1, Viertelfinale
- Sachsenring Zwickau – RSC Anderlecht 0:3 / 0:2, Halbfinale

International Football Cup 1965/66
- 6 Spiele in der Gruppe

### Freundschaftsspiele (Auswahl)
Motor und Sachsenring Zwickau spielten einige Spiele gegen ausländische Mannschaften, darunter auch gegen einige westdeutsche Teams.
1950
- Motor Zwickau – Hertha BSC 7:2, vor 25.000 Zuschauern

- VfL Wolfsburg – SV Motor Zwickau 1:2
- SV Lebstedt (Salzgitter) – Motor Zwickau 1:2
- Motor Zwickau – VfL Wolfsburg 8:0, vor 12.000 Zuschauern
- Motor Zwickau – TSV Eimsbüttel (Hamburg) 1:2, vor 40.000 Zuschauern
- Motor Zwickau – 1. FC Schweinfurt 2:0, vor 40.000 Zuschauern
- Motor Zwickau – Preußen Dellbrück 0:1, vor 25.000 Zuschauern
- Hessen Kassel – Motor Zwickau 3:1
- 1. FV Bebra – Motor Zwickau 3:0
- Motor Zwickau – Hamburger SV 1:3, im Ost-Berliner Walter-Ulbricht-Stadion vor etwa 30.000 Zuschauern

1952
- Motor Zwickau – FSV Frankfurt 2:1
- Motor Zwickau – TuS Neuendorf (Koblenz) 0:1, vor 16.000 Zuschauern
- Motor Zwickau – Bremer SV 1:2, vor 14.000 Zuschauern
- Motor Zwickau – TuRa Bergkamen 1:2, vor 5.000 Zuschauern

1955
- Motor Zwickau – Wacker München 8:0
- Motor Zwickau – Bayern München 1:1, vor 15.000 Zuschauern
- Motor Zwickau – Bremer SV 0:0
- Stuttgarter Kickers – Motor Zwickau 4:1
- Debingen – Motor Zwickau 3:2

## Statistik

### Platzierungen
| Spielzeit | Liga (Spielklasse) | Platz |
| --------- | ------------------ | ----- |
| 1949/50   | DDR-Oberliga (I)   | 01.   |
| 1950/51   | DDR-Oberliga (I)   | 03.   |
| 1951/52   | DDR-Oberliga (I)   | 04.   |
| 1952/53   | DDR-Oberliga (I)   | 03.   |
| 1953/54   | DDR-Oberliga (I)   | 11.   |
| 1954/55   | DDR-Oberliga (I)   | 05.   |
| 1955      | DDR-Oberliga (I)   | 04.   |
| 1956      | DDR-Oberliga (I)   | 11.   |
| 1957      | DDR-Oberliga (I)   | 10.   |
| 1958      | DDR-Oberliga (I)   | 08.   |
| 1959      | DDR-Oberliga (I)   | 08.   |
| 1960      | DDR-Oberliga (I)   | 04.   |
| 1961/62   | DDR-Oberliga (I)   | 05.   |
| 1962/63   | DDR-Oberliga (I)   | 07.   |
| 1963/64   | DDR-Oberliga (I)   | 12.   |
| 1964/65   | DDR-Oberliga (I)   | 08.   |
| 1965/66   | DDR-Oberliga (I)   | 10.   |
| 1966/67   | DDR-Oberliga (I)   | 03.   |
| 1967/68   | DDR-Oberliga (I)   | 07.   |
| 1968/69   | DDR-Oberliga (I)   | 05.   |
| 1969/70   | DDR-Oberliga (I)   | 05.   |
| 1970/71   | DDR-Oberliga (I)   | 06.   |
| 1971/72   | DDR-Oberliga (I)   | 07.   |
| 1972/73   | DDR-Oberliga (I)   | 08.   |
| 1973/74   | DDR-Oberliga (I)   | 08.   |

| Spielzeit | Liga (Spielklasse)              | Platz |
| --------- | ------------------------------- | ----- |
| 1974/75   | DDR-Oberliga (I)                | 07.   |
| 1975/76   | DDR-Oberliga (I)                | 09.   |
| 1976/77   | DDR-Oberliga (I)                | 08.   |
| 1977/78   | DDR-Oberliga (I)                | 10.   |
| 1978/79   | DDR-Oberliga (I)                | 12.   |
| 1979/80   | DDR-Oberliga (I)                | 08.   |
| 1980/81   | DDR-Oberliga (I)                | 11.   |
| 1981/82   | DDR-Oberliga (I)                | 12.   |
| 1982/83   | DDR-Oberliga (I)                | 14.   |
| 1983/84   | DDR-Liga (II)                   | 01.   |
| 1984/85   | DDR-Liga (II)                   | 01.   |
| 1985/86   | DDR-Oberliga (I)                | 14.   |
| 1986/87   | DDR-Liga (II)                   | 02.   |
| 1987/88   | DDR-Liga (II)                   | 01.   |
| 1988/89   | DDR-Oberliga (I)                | 13.   |
| 1989/90   | DDR-Liga (II)                   | 04.   |
| 1990/91   | DDR-Liga (II)                   | 01.   |
| 1991/92   | NOFV-Oberliga Staffel Süd (III) | 01.   |
| 1992/93   | NOFV-Oberliga Staffel Süd (III) | 05.   |
| 1993/94   | NOFV-Oberliga Staffel Süd (III) | 01.   |
| 1994/95   | 2. Bundesliga (II)              | 16.   |
| 1995/96   | 2. Bundesliga (II)              | 05.   |
| 1996/97   | 2. Bundesliga (II)              | 14.   |
| 1997/98   | 2. Bundesliga (II)              | 17.   |
| 1998/99   | Regionalliga Nordost (III)      | 04.   |

| Spielzeit | Liga (Spielklasse)             | Platz |
| --------- | ------------------------------ | ----- |
| 1999/00   | Regionalliga Nordost (III)     | 18.   |
| 2000/01   | NOFV-Oberliga Staffel Süd (IV) | 04.   |
| 2001/02   | NOFV-Oberliga Staffel Süd (IV) | 06.   |
| 2002/03   | NOFV-Oberliga Staffel Süd (IV) | 06.   |
| 2003/04   | NOFV-Oberliga Staffel Süd (IV) | 08.   |
| 2004/05   | NOFV-Oberliga Staffel Süd (IV) | 14.   |
| 2005/06   | Landesliga Sachsen (V)         | 01.   |
| 2006/07   | NOFV-Oberliga Staffel Süd (IV) | 09.   |
| 2007/08   | NOFV-Oberliga Staffel Süd (IV) | 14.   |
| 2008/09   | NOFV-Oberliga Staffel Süd (V)  | 07.   |
| 2009/10   | NOFV-Oberliga Staffel Süd (V)  | 09.   |
| 2010/11   | NOFV-Oberliga Staffel Süd (V)  | 09.   |
| 2011/12   | NOFV-Oberliga Staffel Süd (V)  | 01.   |
| 2012/13   | Regionalliga Nordost (IV)      | 03.   |
| 2013/14   | Regionalliga Nordost (IV)      | 06.   |
| 2014/15   | Regionalliga Nordost (IV)      | 02.   |
| 2015/16   | Regionalliga Nordost (IV)      | 01.   |
| 2016/17   | 3. Liga (III)                  | 05.   |
| 2017/18   | 3. Liga (III)                  | 15.   |
| 2018/19   | 3. Liga (III)                  | 07.   |
| 2019/20   | 3. Liga (III)                  | 16.   |
| 2020/21   | 3. Liga (III)                  | 10.   |
| 2021/22   | 3. Liga (III)                  | 10.   |
| 2022/23   | 3. Liga (III)                  | 19.   |
| 2023/24   | Regionalliga Nordost (IV)      | 12.   |
| 2024/25   | Regionalliga Nordost (IV)      | 04.   |

Grün unterlegte Platzierungen kennzeichnen einen Aufstieg, rot unterlegte einen Abstieg.
In der ewigen Tabelle der DDR-Oberliga belegt Zwickau den 9. Platz.

### Spieler
- Rekordeinsätze: Alois Glaubitz 429 (1954–1973), Jürgen Croy 372 (1965–1981), Peter Henschel 307 (1961–1976)
- Rekordtorschütze: Hartmut Rentzsch 91 (1964–1975)
- Torschützenkönige: Heinz Satrapa 1950 (23), Hartmut Rentzsch 1967 (17)
- Nationalspieler: Jürgen Croy (94), Reinhard Franz (5), Harald Irmscher (8/41), Siegfried Kaiser (1), Siegfried Meier (3), Erhard Meinhold (2), Günter Schneider (1), Werner Unger (1/7)

### Trainer
Eine chronologische Übersicht der Trainer des Vereins seit Gründung.
| Amtszeit  | Trainer          |
| --------- | ---------------- |
| 1949–1950 | Friedrich Müller |
| 1950      | Hans Ulbricht    |
| 1950      | Herbert Melzer   |
| 1951–1955 | Erich Dietel     |
| 1955–1957 | Hans Höfer       |
| 1957–1964 | Karl Dittes      |
| 1964–1965 | Horst Oettler    |
| 1965–1966 | Heinz Werner     |
| 1966–1967 | Horst Oettler    |
| 1967–1968 | Joachim Seiler   |
| 1968–1969 | Manfred Fuchs    |
| 1969–1971 | Horst Scherbaum  |
| 1971–1976 | Karl-Heinz Kluge |
| 1976–1978 | Hans Speth       |
| 1978–1979 | Gerhard Bäßler   |
| 1979–1981 | Peter Henschel   |
| 1981–1982 | Gerald Kunstmann |

| Amtszeit          | Trainer               |
| ----------------- | --------------------- |
| 1982–1984         | Manfred Kupferschmied |
| 1984–1988         | Jürgen Croy           |
| 1988–08/1989      | Udo Schmuck           |
| 09/1989 (interim) | Dietmar Pohl          |
| 10/1989 – 12/1990 | Harald Irmscher       |
| 1991–1996         | Gerd Schädlich        |
| 1996–1997         | Joachim Streich       |
| 1997              | Heinz Werner          |
| 1997–1998         | Charly Körbel         |
| 1998              | Hans-Uwe Pilz         |
| 1998–1999         | Hans-Jürgen Dörner    |
| 1999              | Hans-Uwe Pilz         |
| 1999–2002         | Konrad Weise          |
| 2002–2003         | Robby Doege           |
| 2003              | Peter Brändel         |
| 2003–2004         | Bernd Tipold          |
| 2003–2004         | Jens Große            |

| Amtszeit  | Trainer              |
| --------- | -------------------- |
| 2005      | Klaus Georgi         |
| 2005–2006 | Uwe Ferl             |
| 2006–2007 | Heinz Dietzsch       |
| 2007–2009 | Peter Keller         |
| 2009      | Dirk Barsikow        |
| 2009      | Matthias Zimmerling  |
| 2009–2010 | Dirk Barsikow        |
| 2010–2012 | Nico Quade           |
| 2012–2018 | Torsten Ziegner      |
| 2018      | Danny König          |
| 2018–2023 | Joe Enochs           |
| 2023      | Robin Lenk (interim) |
| 2023      | Ronny Thielemann     |
| 2023–     | Rico Schmitt         |

## Kader 2025/26

### Spieler
| Nr.        | Nat.        | Name                    | Geburtstag | Im Verein seit |
| Tor        | Tor         | Tor                     | Tor        | Tor            |
| ---------- | ----------- | ----------------------- | ---------- | -------------- |
| 01         | Deutschland | Jasper Kühn             | 21.03.2003 | 2025           |
| 12         | Deutschland | Clemens Boldt           | 02.11.2006 | 2025           |
| 30         | Deutschland | Lucas Hiemann           | 19.05.1999 | 2022           |
| Abwehr     |             |                         |            |                |
| 03         | Deutschland | Josua von Baer          | 08.06.2006 | 2025           |
| 04         | Deutschland | Kilian Senkbeil         | 22.05.1999 | 2023           |
| 16         | Deutschland | Sandro Sengersdorf      | 20.02.1999 | 2023           |
| 22         | Deutschland | Oliver Fobassam         | 06.04.2003 | 2024           |
| 25         | Deutschland | Sonny Ziemer            | 04.08.2001 | 2023           |
| Mittelfeld |             |                         |            |                |
| 06         | Deutschland | Gabriel Figurski Vieira | 04.01.2001 | 2025           |
| 08         | Deutschland | Maximilian Somnitz      | 09.06.2003 | 2023           |
| 15         | Kasachstan  | Andrej Startsev         | 07.06.1994 | 2024           |
| 17         | Deutschland | Jonas Dittrich          | 23.06.2003 | 2024           |
| 20         | Deutschland | Till Jacobi             | 26.02.2003 | 2025           |
| 28         | Deutschland | Daniel Haubner          | 28.11.1998 | 2025           |
| Angriff    |             |                         |            |                |
| 05         | Deutschland | Lucas Albert            | 02.09.1999 | 2023           |
| 07         | Kosovo      | Veron Dobruna           | 07.07.2000 | 2023           |
| 09         | Deutschland | Lennert Möbius          | 16.05.2003 | 2025           |
| 11         | Deutschland | Theo Martens            | 20.01.2003 | 2023           |
| 14         | Deutschland | Nick Breitenbücher      | 14.01.2003 | 2025           |
| 18         | Deutschland | Lukas Eixler            | 03.11.2003 | 2024           |
| 29         | Deutschland | Felix Pilger            | 10.05.2002 | 2024           |
| 33         | Deutschland | Marc-Philipp Zimmermann | 22.03.1990 | 2023           |

- Stand: 7. August 2025[17]

### Transfers der Saison 2025/26
Stand: 7. August 2025
| Zugänge           | Zugänge                 | Zugänge    | Zugänge                    |
| Zeitpunkt         | Spieler                 | Position   | abgebender Verein          |
| ----------------- | ----------------------- | ---------- | -------------------------- |
| Sommer 2025       | Josua von Baer          | Abwehr     | Chemnitzer FC U19          |
| Sommer 2025       | Clemens Boldt           | Tor        | Chemnitzer FC U19          |
| Sommer 2025       | Nick Breitenbücher      | Angriff    | Holstein Kiel II           |
| Sommer 2025       | Daniel Haubner          | Mittelfeld | ZFC Meuselwitz             |
| Sommer 2025       | Till Jacobi             | Mittelfeld | FSV 63 Luckenwalde         |
| Sommer 2025       | Jasper Kühn             | Tor        | Hertha 03 Zehlendorf       |
| Sommer 2025       | Lennert Möbius          | Angriff    | FC Eilenburg               |
| Sommer 2025       | Gabriel Figurski Vieira | Mittelfeld | Hertha 03 Zehlendorf       |
| Abgänge           |                         |            |                            |
| Zeitpunkt         | Spieler                 | Position   | aufnehmender Verein        |
| Sommer 2025       | Leon Asseth             | Tor        | Meeraner SV                |
| Sommer 2025       | Jahn Herrmann           | Mittelfeld | SV Sandhausen              |
| Sommer 2025       | Luis Klein              | Mittelfeld | SpVgg Bayreuth             |
| Sommer 2025       | Mike Könnecke           | Mittelfeld | Karriereende               |
| Sommer 2025       | Lloyd-Addo Kuffour      | Abwehr     | SKU Amstetten              |
| Sommer 2025       | Benjamin Leneis         | Tor        | Karriereende               |
| Sommer 2025       | Rene Rüther             | Abwehr     | SV Heimstetten             |
| Sommer 2025       | Felix Schlüsselburg     | Mittelfeld | KSV Hessen Kassel          |
| Sommer 2025       | Yannic Voigt            | Mittelfeld | VfB Auerbach               |
| nach Saisonbeginn | Randolf Riesen          | Mittelfeld | VfB Empor Glauchau (Leihe) |

### Trainerstab
| Name            | Funktion        |
| --------------- | --------------- |
| Rico Schmitt    | Cheftrainer     |
| Daniel Rupf     | Co-Trainer      |
| Dennis Dickmann | Torwarttrainer  |
| Maik Gläser     | Athletiktrainer |

## Stadion

### Westsachsenstadion

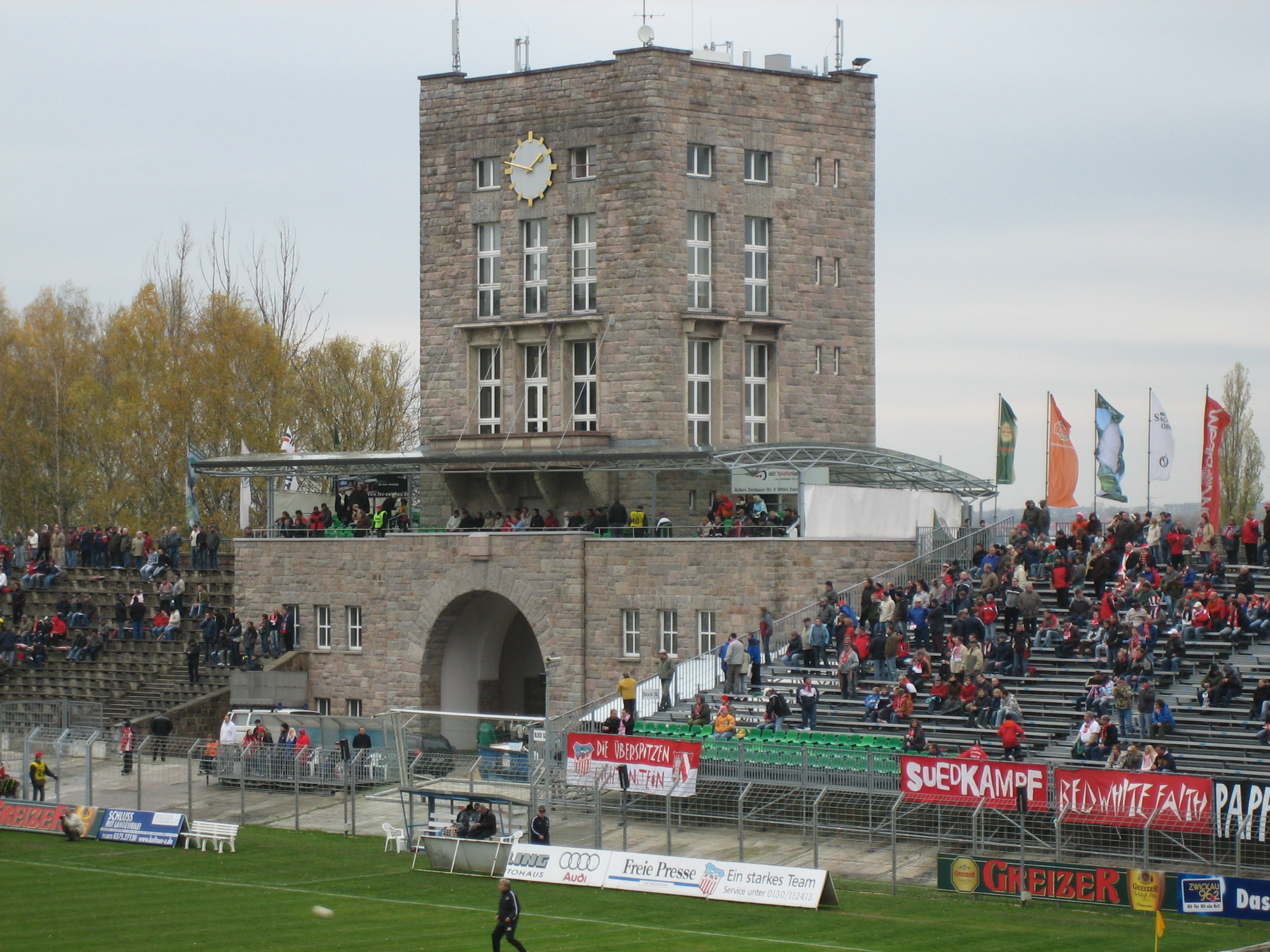
Eingangsturm des Westsachsenstadions

Das traditionelle Heimstadion des FSV Zwickau war das bis 2010 genutzte Westsachsenstadion. Es sollte zu einer drittligatauglichen Spielstätte umgebaut werden; der Umbau wurde jedoch seitens der Stadt Zwickau wegen zu hoher Kosten gestoppt. Das erste Flutlichtspiel fand am 10. November 1997 in der Saison 1997/98 zwischen dem FSV Zwickau und dem SC Freiburg statt.

### Sportforum „Sojus 31“

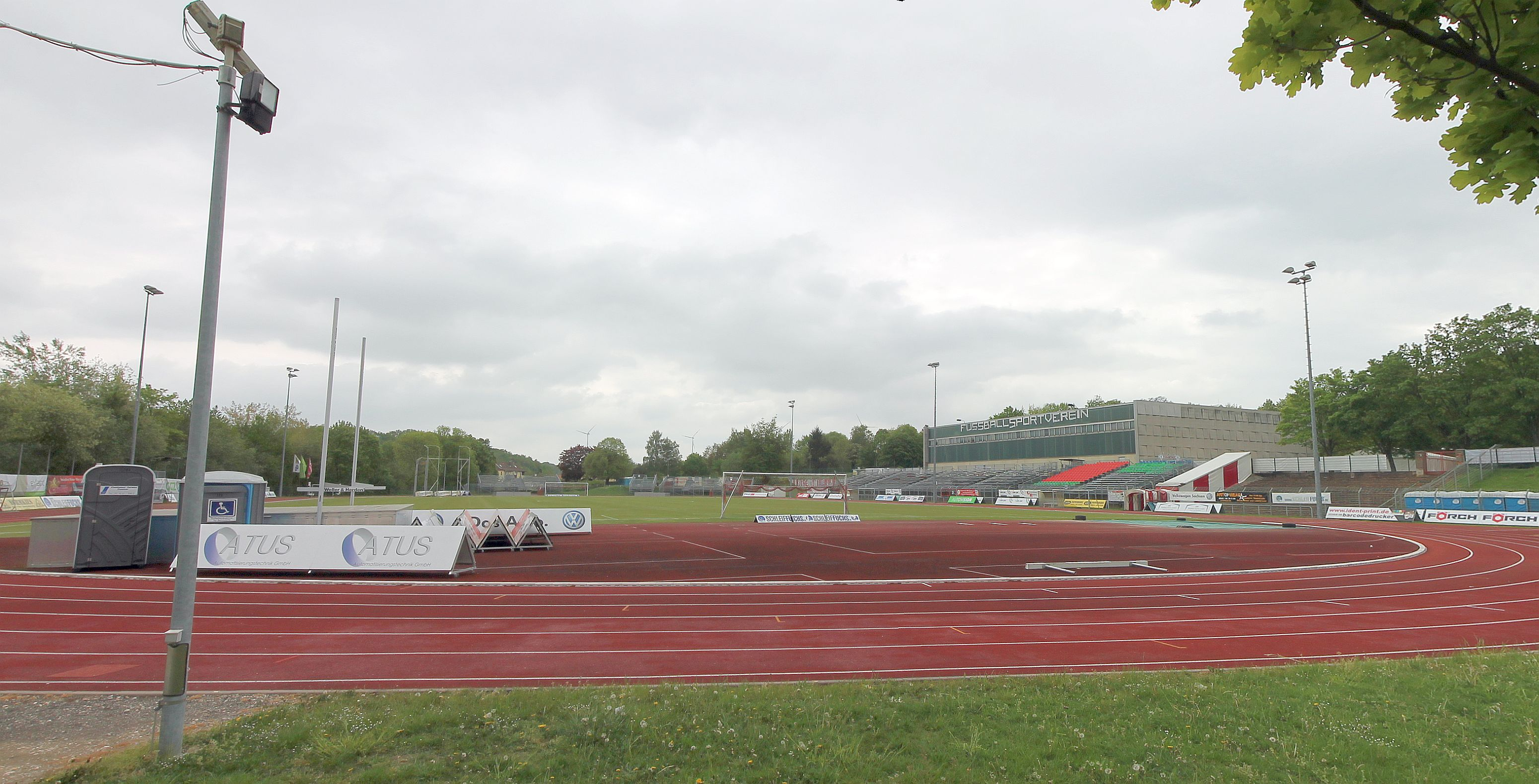
Sportforum „Sojus 31“

Ab der Saison 2011/12 trug der FSV Zwickau seine Heimspiele im Sportforum „Sojus 31“ in Zwickau-Eckersbach aus. Das Sportforum erfüllt zumindest die Anforderungen an eine Regionalligaspielstätte, verschiedentlich wurde aber Kritik an den Stahlgerüsttribünen geäußert. Gegnerische Fans hatten in der Vergangenheit wiederholt Tribünen bzw. die Umzäunung demontieren können; das Spiel gegen den 1. FC Magdeburg in der Saison 2014/15 musste wegen eines solchen Vorfalles längere Zeit unterbrochen werden.

### GGZ-Arena

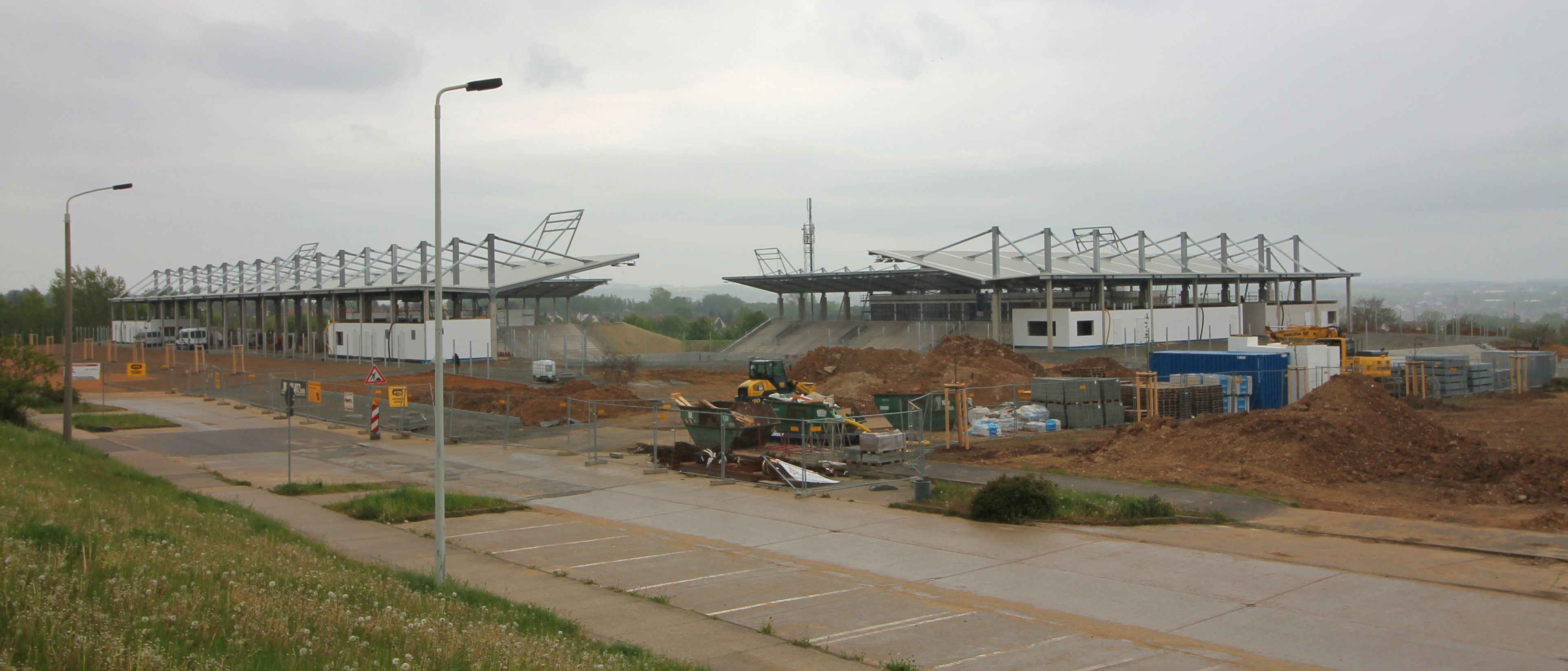
Stadionbaustelle im Mai 2016

Am 26. April 2012 beschloss der Stadtrat von Zwickau in einer Grundsatzentscheidung den Neubau eines Fußballstadions im Stadtteil Eckersbach. Am 26. September 2013 wurde ein entsprechender Bebauungsplan verabschiedet. Die Kosten der Spielstätte mit etwa 10.000 Plätzen – Erweiterungsoption binnen 10 Jahren, je nach sportlichem Erfolg, bis 15.000 Plätze – beliefen sich auf etwa 21 Millionen Euro. Die Umbaukosten für das Westsachsenstadion hätten demgegenüber etwa 25 bis 30 Millionen Euro betragen. Der symbolische erste Spatenstich war am 6. Februar 2015 erfolgt.
Das neue Stadion erfüllt sowohl die Anforderungen des Deutschen Fußball-Bundes (DFB) für die 3. Liga als auch Anforderungen der FIFA für mögliche internationale Spiele. Die Stadionmiete für den FSV Zwickau bemisst sich an der Ligazugehörigkeit und beträgt 350.000 Euro für die 3. Liga. Im Falle des Nichtaufstiegs und Verbleib in der Fußball-Regionalliga hätte die Miete 250.000 Euro betragen.
Da der Stadionneubau in Eckersbach nicht rechtzeitig zum Saisonbeginn fertig wurde, trug der FSV die ersten Heimspiele der Saison 2016/17 im DDV-Stadion in Dresden aus.
Das erste Pflichtspiel im neuen Stadion war das DFB-Pokal-Erstrundenspiel gegen den Hamburger SV am 22. August 2016. Am 21. September 2016 gelang dem FSV mit dem 4:0 über Jahn Regensburg der erste Heimsieg. Marcel Bär erzielte dabei einen Hattrick (1:0, 2:0, 3:0).

## Fans
Es existiert eine Ultra-Gruppierung namens „RED KAOS“. Die Fans des FSV Zwickau verbindet eine enge Fanfreundschaft zu den Anhängern der SG Dynamo Dresden. Diese starke Verbindung hat ihren Ursprung im Jahr 2001. Zu diesem Zeitpunkt war es lediglich eine Freundschaft zwischen den Ultra-Gruppen "Ultras Dynamo" und "Red Kaos Zwickau". Offiziell bestädigt wurde diese am 07.07.2001 beim Spiel der SGD gegen die Zweitvertretung des 1. FC Nürnberg. Mittlerweile wird die Freundschaft von der gesamten Fanszene beider Vereine getragen. Auch beide Vereine sind inzwischen auf offizieller Ebene unter dem Motto "eene Bande" verbunden. Auf Ultra-Ebene werden zusätzlich Freundschaften nach Italien zu Juve Stabia und nach Ungarn zu den Red Blue Devils von Videoton Székesvéherfár gepflegt.
Die größte Rivalität besteht zum FC Erzgebirge Aue. Spiele zwischen beiden Vereinen werden auch als Westsachsenderby bezeichnet.